# Магдишаускас, Дарюс
Дарюс Магдишаускас (лит. Darius Magdišauskas; 14 июля 1969) — литовский футболист, выступавший на позиции защитника. Привлекался в национальную сборную Литвы. После карьеры пробовал себя в качестве тренера, работая у себя на родине.

## Биография
Выступал за различные команды из Литвы, Эстонии, Швеции, Фарерских островов. Также играл в Белоруссии, Финляндии и Латвии.
Участвовал в еврокубках, играя в 1998 году за лиепайский «Металлург».
В начале карьеры сыграл один матч за национальную сборную своей страны, в котором отличился голом.
После завершения карьеры трудился на Фарерских островах, а также пробовал себя в качестве главного тренера, тренируя у себя на родине «Шяуляй».